# Gerthausen
Gerthausen ist ein Ortsteil der Gemeinde Rhönblick in der Rhön im Landkreis Schmalkalden-Meiningen in Thüringen.

## Lage

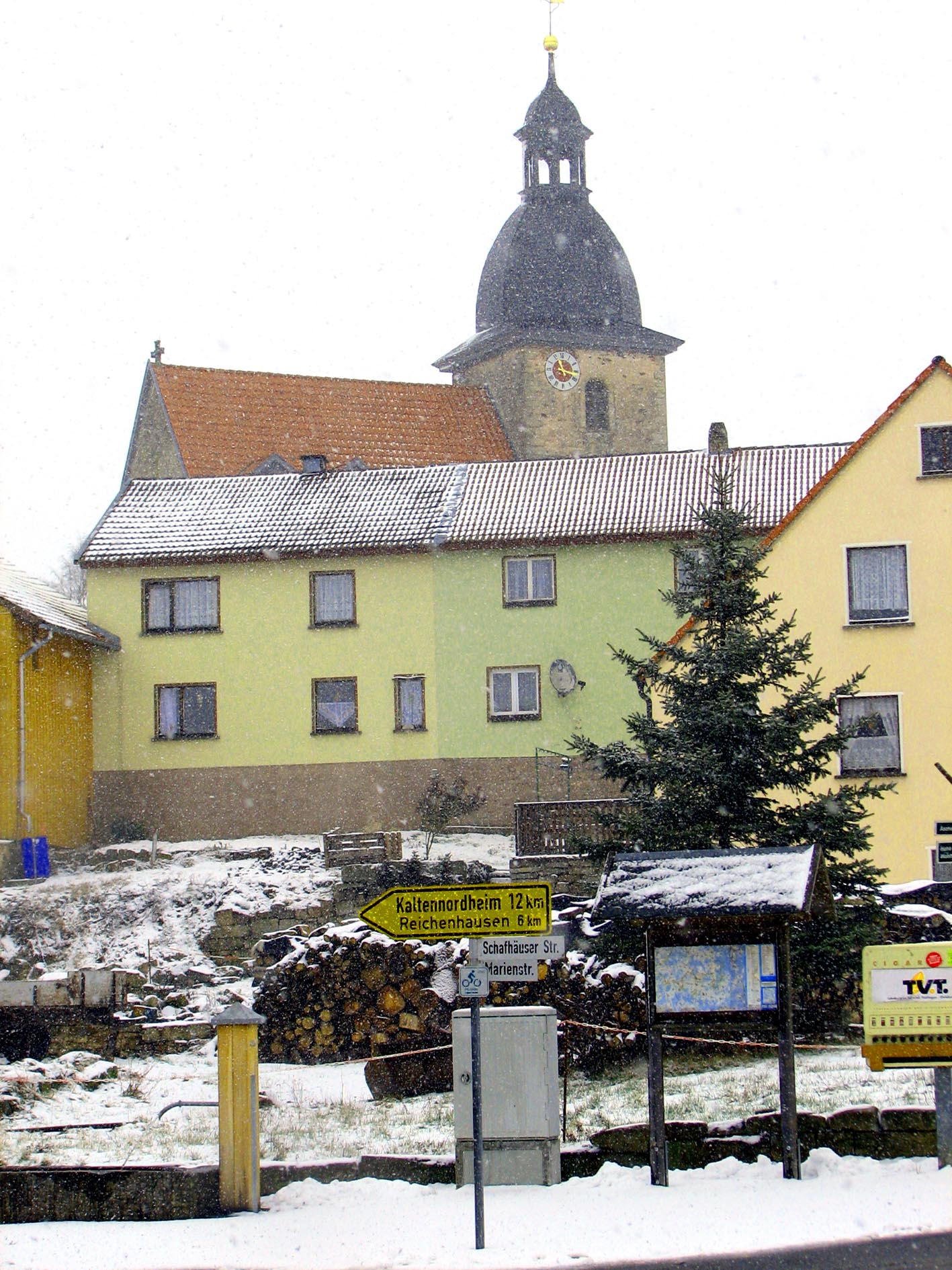
Gerthausen

Das Dorf liegt westlich von Wohlmuthausen an der Herpf, an der Mündung des von links kommenden Weißbachs. Durch den Ort führt die Landesstraße 2621. Rund um Gerthausen liegen der Lochberg (484 m), der Klausberg (523 m), der Kirchberg (489,7 m) und der Ohberg (558 m).

## Geschichte
Gerthausen wurde 874 erstmals als Gerratehus urkundlich erwähnt. Durch einen Großbrand wurde das Dorf 1844 fast völlig in Schutt und Asche gelegt. Unter Clemens Wenzeslaus Coudray erfolgte der Wiederaufbau. Früher gab es im Ort drei Mahlmühlen mit oberschlächtigen Wasserrädern, um das Getreide zu mahlen. Der Ort gehörte zum Hintergericht im Amt Lichtenberg im Herzogtum Sachsen-Eisenach bzw. später Sachsen-Weimar-Eisenach.
Von 1991 bis 1996 war die einstmals eigenständige Gemeinde der Verwaltungsgemeinschaft Rhönblick angeschlossen, die zum 1. August 1996 mit weiteren Gemeinden in der Gemeinde Rhönblick aufging.

## Sehenswürdigkeiten
- Die auf einem Hügel gelegene Dorfkirche, eine ehemalige Wehrkirche.
- Die vier Dorfbrunnen.
- Das Backhaus.

## Söhne und Töchter des Orts
- Karl Emil von Webern (* 2. Februar 1790 in Gerthausen; † 4. April 1878 in Berlin), preußischer Generalleutnant, Militärschriftsteller und Herr auf Gerthausen, das er 1842 verkaufte.